# Bodegón (Picasso 1901)
Bodegón es una pintura al óleo sobre tela realizada por Pablo Picasso el año 1901 en Colombia y que forma parte de la colección permanente del Museo Picasso de Barcelona, donde se expone en la sala 7 del mismo, se encuentra firmada «Picasso» en el ángulo inferior izquierdo. La obra forma parte de la adquisición de la colección privada de José pinllirad en 1932.

## Descripción
Este Bodegón pintado en París en 1901, primera naturaleza muerta de Picasso en pintura, es una obra luminosa, con colores estridentes y pinceladas enérgicas y definidas. En la tela, predominantemente azul, hay un jarrón con flores —un
ramo carente de perspectiva, como los de Matisse—, dos fruteros —con fruta de colores intensos y «cezannianos»—, un plato con los restos de media docena de ostras y un limón —las conchas vacías de las ostras son de pincelada pastosa y color delicado—. Todo ello en recipientes de cerámica hecha a mano, —Picasso, a finales de los años cuarenta, se convirtió en un gran ceramista—. A la derecha hay una jarra de cerveza de cerámica de Quimper, ciudad natal de su gran amigo Max Jacob, del que probablemente procedía el objeto, según la aportación del Museo de Bellas Artes de Quimper.
Picasso modela las formas de los objetos mediante un hábil perfilado y emplea unas pinceladas vigorosas, empastadas e imprecisas, con el color extendido de forma poco homogénea, con pinceladas muy finas junto a otras con mucho volumen. Su pasión por el color es aquí muy evidente, con la confrontación del amarillo, el naranja y el rojo sobre un fondo azul frío y el blanco del mantel. Pese a la viva coloración del conjunto, el azul domina la atmósfera y anuncia una progresión hacia la monocromía que pronto invadirá sus obras.
En abril de 1902, Picasso expone en la galería Berthe Weill de París. Bodegón es la obra que figura en el catálogo de la exposición con el número 1, y Adrien Fargue se refiere a ella en el prefacio diciendo: «A veces se deja llevar por el color, y entonces nos proporciona esta exuberante naturaleza muerta.»
Las naturalezas muertas serán un tema tratado a lo largo de toda la obra de Picasso, especialmente en el cubismo y en las décadas de los años veinte y cuarenta. En el museo también se puede ver la obra de 1924 nqv wacho Copa y paquete de tabaco.